# 錫縣 (廖內省)
錫縣是印度尼西亞廖內省的一個縣，位於該省中部的蘇門答臘島東海岸，東隔黑水海峽與梅蘭蒂群島縣相望，西鄰省會北干巴魯市、金寶縣，南毗北拉拉灣縣，北接望加麗縣。錫縣面積為8,556.09平方公里，縣府設於錫鎮，2022年人口普查為477,550人。